# Râul Mediasca
Râul Mediasca este un curs de apă, afluent al râului Moldova. 